# 1 000 kilomètres de Mosport 1985
Navigation
Édition précédente
Les 1 000 kilomètres de Mosport 1985 (officiellement appelé le Budweiser GT 1000 km), disputées le 11 août 1985 sur le Circuit Mosport Park, ont été la sixième manche du Championnat du monde des voitures de sport 1985.

## La course

### Déroulement de l'épreuve

Mosport

Au début de la course, Manfred Winkelhock conduisait la Porsche 962C de l'écurie Kremer Racing après avoir succédé à son coéquipier Marc Surer. Au 69e tour, la Porsche de Winkelhock est sortie de la piste durant le long virage en descente 2, un gauche très rapide, et a heurté le mur de soutènement presque de face. Cette sortie de piste est presque certainement due au dégonflage soudain de son pneu avant droit. La course a alors été neutralisée immédiatement et durant de longues minutes, les équipes de sécurité ont extrait Winkelhock de l'épave.
Winkelhock a ensuite été transporté par hélicoptère médical au Sunnybrook Medical Centre près de Toronto, souffrant de graves traumatismes crâniens et de blessures aux jambes, alors que la course a repris. Winkelhock était inconscient et n'a pas survécu à une opération de plus de trois heures le lendemain.

### Classement de la course
Voici le classement officiel au terme de la course,,.
- Les premiers de chaque catégorie du championnat du monde sont signalés par un fond jaune.
- Pour la colonne Pneus, il faut passer le curseur au-dessus du modèle pour connaître le manufacturier de pneumatiques.
- Les voitures ne réussissant pas à parcourir 75% de la distance du gagnant sont non classées (NC).

| Pos  | Classe | no  | Écurie                     | Pilotes                                                                    | Châssis                             | Pneus | Tours | Temps               |
| Pos  | Classe | no  | Écurie                     | Pilotes                                                                    | Moteur                              | Pneus | Tours | Temps               |
| ---- | ------ | --- | -------------------------- | -------------------------------------------------------------------------- | ----------------------------------- | ----- | ----- | ------------------- |
| 1    | C1     | 2   | Rothmans Porsche           | Hans-Joachim Stuck Derek Bell                                              | Porsche 962C                        | D     | 253   | 5 h 55 min 41 s 988 |
| 1    | C1     | 2   | Rothmans Porsche           | Hans-Joachim Stuck Derek Bell                                              | Porsche Type-935 2,6 l Flat-6 Turbo | D     | 253   | 5 h 55 min 41 s 988 |
| 2    | C1     | 1   | Rothmans Porsche           | Jochen Mass Jacky Ickx                                                     | Porsche 962C                        | D     | 253   | + 1 min 24 s 860    |
| 2    | C1     | 1   | Rothmans Porsche           | Jochen Mass Jacky Ickx                                                     | Porsche Type-935 2,6 l Flat-6 Turbo | D     | 253   | + 1 min 24 s 860    |
| 3    | C1     | 52  | TWR Jaguar                 | Jean-Louis Schlesser Mike Thackwell Martin Brundle                         | Jaguar XJR-6                        | D     | 234   | + 19 tours          |
| 3    | C1     | 52  | TWR Jaguar                 | Jean-Louis Schlesser Mike Thackwell Martin Brundle                         | Jaguar 6,2 l V12 Atmo               | D     | 234   | + 19 tours          |
| 4    | C1     | 11  | Porsche Kremer Racing      | Ludwig Heimrath, Sr. (de) Ludwig Heimrath, Jr. (en) Kees Kroesemeijer (de) | Porsche 956                         | G     | 234   | + 19 tours          |
| 4    | C1     | 11  | Porsche Kremer Racing      | Ludwig Heimrath, Sr. (de) Ludwig Heimrath, Jr. (en) Kees Kroesemeijer (de) | Porsche Type-935 2,6 l Flat-6 Turbo | G     | 234   | + 19 tours          |
| 5    | C2     | 70  | Spice Engineering          | Gordon Spice Ray Bellm                                                     | Spice-Tiga GC85                     | A     | 231   | + 22 tours          |
| 5    | C2     | 70  | Spice Engineering          | Gordon Spice Ray Bellm                                                     | Ford Cosworth DFL 3,3 l V8 Atmo     | A     | 231   | + 22 tours          |
| 6    | C2     | 74  | Team Labatt's              | Frank Jelinski John Graham                                                 | Gebhardt JC853                      | A     | 225   | + 28 tours          |
| 6    | C2     | 74  | Team Labatt's              | Frank Jelinski John Graham                                                 | Ford Cosworth DFV 3,0 l V8 Atmo     | A     | 225   | + 28 tours          |
| 7    | GTP    | 18  | Bieri Racing Fomfor Racing | "Fomfor" Uli Bieri Matt Gysler                                             | Sauber C7                           | G     | 211   | + 42 tours          |
| 7    | GTP    | 18  | Bieri Racing Fomfor Racing | "Fomfor" Uli Bieri Matt Gysler                                             | Chevrolet 6,0 l V8 Atmo             | G     | 211   | + 42 tours          |
| 8    | C2     | 88  | Ark Racing                 | David Andrews Max Payne                                                    | Ceekar 83J                          | A     | 203   | + 50 tours          |
| 8    | C2     | 88  | Ark Racing                 | David Andrews Max Payne                                                    | Ford Cosworth BDX 2,0 l I4 Atmo     | A     | 203   | + 50 tours          |
| 9    | GTO    | 165 | Gerry English              | Gerry English Jerry Thompson                                               | Chevrolet Camaro                    | H     | 199   | + 54 tours          |
| 9    | GTO    | 165 | Gerry English              | Gerry English Jerry Thompson                                               | Chevrolet 6,0 l V8 Atmo             | H     | 199   | + 54 tours          |
| 10   | GTU    | 154 | Zwiren Racing              | Steve Zwiren Peter Dawe Robert Peters                                      | Mazda RX-7                          | H     | 184   | + 69 tours          |
| 10   | GTU    | 154 | Zwiren Racing              | Steve Zwiren Peter Dawe Robert Peters                                      | Mazda 13B 1,3 l 2-Rotor             | H     | 184   | + 69 tours          |
| DSQ† | C2     | 80  | Carma F.F.                 | Carlo Facetti Martino Finotto Jean-Pierre Frey                             | Alba AR6                            | A     | 218   | + 35 tours          |
| DSQ† | C2     | 80  | Carma F.F.                 | Carlo Facetti Martino Finotto Jean-Pierre Frey                             | Carma FF 1,9 l I4 Turbo             | A     | 218   | + 35 tours          |
| NC   | C2     | 82  | Grifo Autoracing           | Pasquale Barberio Maurizio Gellini                                         | Alba AR3                            | D     | 157   | + 96 tours          |
| NC   | C2     | 82  | Grifo Autoracing           | Pasquale Barberio Maurizio Gellini                                         | Ford Cosworth DFL 3,3 l V8 Atmo     | D     | 157   | + 96 tours          |
| NC   | C1     | 34  | Cosmik Racing Promotion    | Christian Danner Costas Los Mikael Nabrink                                 | March 84G                           | Y     | 148   | + 110 tours         |
| NC   | C1     | 34  | Cosmik Racing Promotion    | Christian Danner Costas Los Mikael Nabrink                                 | Porsche Type-956 2,6 l Flat-6 Turbo | Y     | 148   | + 110 tours         |
| NC   | C2     | 98  | Roy Baker Promotions       | Joe DeMarco Chuck Grantham                                                 | Tiga GC285                          | A     | 146   | + 112 tours         |
| NC   | C2     | 98  | Roy Baker Promotions       | Joe DeMarco Chuck Grantham                                                 | Ford Cosworth BDT 1,8 l I4 Turbo    | A     | 146   | + 112 tours         |
| Abd. | GTO    | 153 | Pas de nom d'équipe        | Rudy Bartling Fritz Hochreuter                                             | Porsche 911 Carrera RSR             | ?     | 125   | Moteur              |
| Abd. | GTO    | 153 | Pas de nom d'équipe        | Rudy Bartling Fritz Hochreuter                                             | Porsche 3,0 l Flat-6 Atmo           | ?     | 125   | Moteur              |
| Abd. | GTO    | 139 | R & H Racing               | Rainer Brezinka Jack Burnett John Centano                                  | Porsche 911 Carrera RSR             | ?     | 103   | Moteur              |
| Abd. | GTO    | 139 | R & H Racing               | Rainer Brezinka Jack Burnett John Centano                                  | Porsche 3,0 l Flat-6 Atmo           | ?     | 103   | Moteur              |
| Abd. | C1     | 9   | Porsche Kremer Racing      | Manfred Winkelhock Marc Surer                                              | Porsche 962C                        | G     | 69    | Accident            |
| Abd. | C1     | 9   | Porsche Kremer Racing      | Manfred Winkelhock Marc Surer                                              | Porsche Type-935 2,6 l Flat-6 Turbo | G     | 69    | Accident            |
| Abd. | C2     | 100 | John Bartlett Racing       | Stanley Dickens Robin Smith (en) Max Cohen-Olivar                          | Chevron B62                         | A     | 27    | Pression d'huile    |
| Abd. | C2     | 100 | John Bartlett Racing       | Stanley Dickens Robin Smith (en) Max Cohen-Olivar                          | Ford Cosworth DFL 3,3 l V8 Atmo     | A     | 27    | Pression d'huile    |
| Abd. | C1     | 51  | TWR Jaguar                 | Martin Brundle Mike Thackwell                                              | Jaguar XJR-6                        | D     | 12    | Roulement de roue   |
| Abd. | C1     | 51  | TWR Jaguar                 | Martin Brundle Mike Thackwell                                              | Jaguar 6,2 l V12 Atmo               | D     | 12    | Roulement de roue   |

† - L'Alba AR6 n°80 de l'écurie Carma F.F. a été disqualifiée pour avoir réalisé un dernier tour trop lent.

## Pole position et record du tour
- Pole position :  Hans-Joachim Stuck (#2 Rothmans Porsche) en 1 min 09 s 775
- Meilleur tour en course :  Hans-Joachim Stuck (#2 Rothmans Porsche) en 1 min 12 s 915

## À noter
- Longueur du circuit : 3,957 km
- Distance parcourue par les vainqueurs : 1 001,216 km